# Erick Elías
Erick Elías Rabinovitz (Guadalajara, Jalisco; 23 de junio de 1980) es un actor cantante y modelo mexicano.

## Carrera
Descendiente de una familia de arquitectos judíos, decidió abrirse campo en el área de las artes,
más concretamente en la actuación, el canto, la pintura y escultura. 
Desde joven formó parte de un grupo musical, llamado Tierra Cero. Participó en el reality Protagonistas de novela y fue el ganador.
Estudió diseño industrial, a la par de su carrera actoral, forma parte del programa de Telemundo llamado El Poder del Saber, por el cual fue homenajeado y honrado por el alcalde de Miami con la entrega de las llaves de la ciudad por su labor prestada en dicha campaña, incentivando a los jóvenes hispanos a que no dejen sus estudios.
Su primer papel protagónico fue en la telenovela Tormenta en el paraíso, donde demostró su calidad actoral. Para sus papeles ha tenido que aprender diversas disciplinas como equitación, buceo, violín.
También ha incursionado en el doblaje de películas, con la cinta Lluvia de hamburguesas. En el 2009 participó como narrador del espectáculo Caminando con dinosaurios, donde interpretó la profesión de paleontólogo.[cita requerida]
Actualmente está casado con Karla Guindi, con quien tiene dos hijas: Penélope y Olivia.

## Trayectoria

### Televisión
- Las hermanas Guerra (2024) - Policía
- Accidente (2024) - Fabian
- Días mejores (2022-2023) - Enrique Pardo.
- 100 días para enamorarnos (2020-2021) - Plutarco Cuesta.
- Betty en Nueva York (2019) - Armando Mendoza del Valle.
- La Guzmán (2019) - Santiago "El Cejas" Torrieri
- El hotel de los secretos (2016) - Julio Olmedo.[2]
- El color de la pasión (2014) -  Marcelo Escalante.
- Porque el amor manda (2012-2013) - Rogelio Rivadeneira.
- Ni contigo ni sin ti (2011) - Iker Rivas Olmedo.
- Niña de mi corazón (2010) - Darío Arrioja Alarcón.
- Locas de amor (2009) - Damián.
- En nombre del amor (2008-2009) - Gabriel Lizardi.
- Tormenta en el paraíso (2007-2008) - Nicolás Bravo.
- El Zorro: la espada y la rosa (2007) - Renzo.
- El cuerpo del deseo (2005-2006) - Antonio Domínguez.
- Gitanas (2004-2005) - Jonás.
- Protagonistas de novela (2003) - El mismo, participante.

### Cine
- ¿Cómo matar a mamá? (2023) - Pablo.
- Quiero tu vida (2023) - Nicolás Zamora.
- Cuando duerme conmigo (2022) - Vicente
- Cuarentones (2022) - César
- Peligro en tu mirada (2021) - Emilio Lombardi
- El ángel en el reloj (2018) - Alejandro
- A ti te quería encontrar (2018) - Diego.
- La leyenda del Charro Negro (2018) - El Charro Negro.
- Cuando los hijos regresan (2017) - Chico
- ¿Qué culpa tiene el niño? (2016) - Juan Pablo.[3]
- Compadres (2016) - Santos.[4]
- Los inquilinos (2016)  - Demián.[5]
- Amor de mis amores (2014) - Javier.[6]
- Actores S.A. (2013) - El enmascarado.
- Lluvia de hamburguesas 2 (2013) - Flint Lockwood (doblaje).
- No sé si cortarme las venas o dejármelas largas (2013) - Amigo de Aarón.
- Lluvia de hamburguesas (2009) - Flint Lockwood (doblaje).
- Polvorita (2005).

### Teatro
- Straight
- El otro lado de la cama
- La orilla del río
- El cartero.
- Échame la culpa.
- El abogado.
- Cartas de Brunela.

## Premios y nominaciones

### Premios ACE Nueva York 2017
| Categoría                  | Telenovela               | Resultado |
| -------------------------- | ------------------------ | --------- |
| Mejor personalidad del año | El hotel de los secretos | Ganador   |

### Premios TVyNovelas
| Año  | Categoría               | Telenovela            | Resultado |
| ---- | ----------------------- | --------------------- | --------- |
| 2017 | Mejor actor protagónico | El hotel              | Nominado  |
| 2015 | Mejor actor protagónico | El color de la pasión | Nominado  |
| 2014 | Mejor actor antagónico  | Porque el amor manda  | Nominado  |

### Premios de la Asociación de Cronistas y Periodistas Teatrales (ACPT)
| Año  | Categoría                   | Obra de Teatro | Resultado |
| ---- | --------------------------- | -------------- | --------- |
| 2012 | Mejor Coactuación Masculina | El cartero     | Ganador   |